# Masahiko Okuma
Masahiko Okuma –en japonés, 大熊 政彦, Okuma Masahiko– (26 de diciembre de 1966) es un deportista japonés que compitió en judo. Ganó una medalla de plata en el Campeonato Mundial de Judo de 1991, y una medalla de oro en los Juegos Asiáticos de 1990.

## Palmarés internacional
| Campeonato Mundial | Campeonato Mundial | Campeonato Mundial | Campeonato Mundial |
| Año                | Lugar              | Medalla            | Categoría          |
| ------------------ | ------------------ | ------------------ | ------------------ |
| 1991               | Barcelona (España) | Medalla de plata   | –65 kg             |
| Juegos Asiáticos   |                    |                    |                    |
| Año                | Lugar              | Medalla            | Categoría          |
| 1990               | Pekín (China)      | Medalla de oro     | –65 kg             |